# Asaccus montanus
Espèce
Statut de conservation UICN

 VU D2 : Vulnérable
Asaccus montanus est une espèce de geckos de la famille des Phyllodactylidae.

## Répartition
Cette espèce est endémique d'Oman.

## Étymologie
Le nom spécifique montanus vient du latin montanus, se rapportant aux montagnes, en référence à la répartition de ce saurien.

## Publication originale
- Gardner, 1994 : A new species of Asaccus (Gekkonidae) from the mountains of northern Oman. Journal of Herpetology, vol. 28, no 2, p. 141-145.